# 野口昭子
野口 昭子（のぐち あきこ、1916年（大正5年）11月1日 - 2004年（平成16年）7月27日）は、全生社社長、社団法人整体協会会長。整体協会創始者である野口晴哉の妻。旧姓・近衛、島津。

## 人物
公爵近衛文麿の長女。母は毛利高範の娘・千代子。東京生まれ。女子学習院を卒業後、1937年に公爵島津忠重の嫡子・忠秀に嫁して修久ら二男一女を儲けるが、戦後の混乱期に忠秀のもとを去って出入りの整体師野口晴哉と駆け落ちし、「昭和のノラ事件」と呼ばれて話題になった。1945年12月に島津忠秀と離縁した。
野口晴哉と結婚してからは、晴哉の著作を発行する全生社の社長に就任し、出版事業を通じて野口整体の普及に貢献した。
夫に先立たれてからは、社団法人整体協会の会長として整体法の普及に携わった。著作においては、夫である晴哉を指して「先生」と呼んでいることが特徴的である。
晴哉との間に四男を儲け、長男の野口裕哉は共同通信社の記者を経て『日刊マニラ新聞』社主、次男の野口裕之は社団法人整体協会内の身体教育研究所所長、三男の野口裕介は社団法人整体協会の本部講師・常任理事。
2004年、心筋梗塞のため東京都狛江市の自宅で死去。87歳没。

## 著書
- 『回想の野口晴哉 - 朴歯の下駄』ちくま文庫 ISBN 4-480-42167-X
- 『子育ての記』全生社
- 『朴歯の下駄』全生社
- 『時計の歌』全生社
- 『句集 道の空』全生社
- 『見えない糸』全生社